# 2354 Lavrov
2354 Lavrov eller 1978 PZ3 är en asteroid i huvudbältet som upptäcktes den 9 augusti 1978 av det rysk-sovjetiska astronomparet Nikolaj och Ljudmila Tjernych vid Krims astrofysiska observatorium på Krim. Den har fått sitt namn efter den sovjetiske och ryske forskaren om matematik och datorteknik Svjatoslav Lavrov (1923–2004).
Asteroiden har en diameter på ungefär tretton kilometer.